# Awaria zasilania w USA i Kanadzie w 1965

Obszar objęty awarią

Awaria zasilania w USA i Kanadzie 1965 – rozległa awaria zasilania, do której doszło 9 listopada 1965 o godzinie 17:16 w północno-wschodniej części Stanów Zjednoczonych oraz prowincji Ontario w Kanadzie. Awaria mogła dotknąć łącznie około 30 mln ludzi.
Zanik napięcia objął obszar około 207 tys. km² w granicach stanów Connecticut, Massachusetts, New Hampshire, New Jersey, Nowy Jork, Pensylwania, Rhode Island, Vermont oraz prowincji Ontario w Kanadzie. Przerwy w dostawie energii elektrycznej wyniosły od kilku minut do kilkunastu godzin. Niektóre rejony zostały pozbawione energii elektrycznej nawet na około 13 godzin. Zdarzenie zbiegło się z wieczornym szczytem komunikacyjnym, co spowodowało uwięzienie tysięcy podróżnych w wagonach metra.
Źródło awarii leżało w systemie zabezpieczeń elektroenergetycznych jednej z elektrowni wodnych (niesprawny przekaźnik) leżącej na terenie Kanady. Doprowadziło to do wyłączenia linii przesyłowych i tym samym braku zasilania na tak rozległym obszarze.